# Número E
Os números E são códigos de referência para aditivos alimentares e podem ser encontrados nas etiquetas de embalagens de produtos alimentares na União Europeia. O esquema de numeração segue o Sistema Internacional de Numeração (International Numbering System, também conhecido pelo acrónimo INS) conforme determinado pelo comité do Codex Alimentarius. Apenas uma parte dos aditivos INS se encontram aprovados para uso na União Europeia, daí o uso do prefixo 'E'. A codificação também pode ser encontrada em países fora da União Europeia, como por exemplo a Austrália.
A adição de aditivos constantes da lista de números E a produtos alimentares é há muitos anos causa de preocupação devido aos seus possíveis efeitos na saúde dos consumidores. Acredita-se que muitos destes aditivos possam estar relacionados com várias patologias como por exemplo: alergias, problemas neurológicos, problemas gastro-intestinais, cancro, doenças cardiovasculares e artrite. Mais recentemente uma outra causa de preocupação surgiu a partir da possibilidade de muitos destes aditivos terem origem geneticamente modificada. Alguns destes aditivos podem ser considerados inapropriados em dietas específicas como halal, kosher e vegetariana.

## Classificação segundo intervalos numéricos
| 100-199 Corantes                                                  | 100-109 – amarelos                                                                    |
| 100-199 Corantes                                                  | 110-119 – laranjas                                                                    |
| 100-199 Corantes                                                  | 120-129 – vermelhos                                                                   |
| 100-199 Corantes                                                  | 130-139 – azuis e violetas                                                            |
| 100-199 Corantes                                                  | 140-149 – verdes                                                                      |
| 100-199 Corantes                                                  | 150-159 – castanhos e pretos                                                          |
| 100-199 Corantes                                                  | 160-199 – outras                                                                      |
| 200-299 Conservantes                                              | 200-209 – sorbatos                                                                    |
| 200-299 Conservantes                                              | 210-219 – benzoatos                                                                   |
| 200-299 Conservantes                                              | 220-229 – sulfitos                                                                    |
| 200-299 Conservantes                                              | 230-239 – fenóis e formatos (metanoatos)                                              |
| 200-299 Conservantes                                              | 240-259 – nitratos                                                                    |
| 200-299 Conservantes                                              | 260-269 – acetatos (etanoatos)                                                        |
| 200-299 Conservantes                                              | 270-279 – lactatos                                                                    |
| 200-299 Conservantes                                              | 280-289 – propionatos (propanoatos)                                                   |
| 200-299 Conservantes                                              | 290-299 – outros                                                                      |
| 300-399 Antioxidantes e Reguladores de acidez                     | 300-309 – ascorbatos (vitamina C)                                                     |
| 300-399 Antioxidantes e Reguladores de acidez                     | 310-319 – galatos e eritorbatos                                                       |
| 300-399 Antioxidantes e Reguladores de acidez                     | 320-329 – lactatos                                                                    |
| 300-399 Antioxidantes e Reguladores de acidez                     | 330-339 – citratos e tartaratos                                                       |
| 300-399 Antioxidantes e Reguladores de acidez                     | 340-349 – fosfatos                                                                    |
| 300-399 Antioxidantes e Reguladores de acidez                     | 350-359 – malatos e adipatos                                                          |
| 300-399 Antioxidantes e Reguladores de acidez                     | 360-369 – succinatos e fumaratos                                                      |
| 300-399 Antioxidantes e Reguladores de acidez                     | 370-399 – outros                                                                      |
| 400-499 Espessantes, estabilizadores gelificantes e emulsionantes | 400-409 – alginatos                                                                   |
| 400-499 Espessantes, estabilizadores gelificantes e emulsionantes | 410-419 – gomas naturais                                                              |
| 400-499 Espessantes, estabilizadores gelificantes e emulsionantes | 420-429 – outros agentes naturais                                                     |
| 400-499 Espessantes, estabilizadores gelificantes e emulsionantes | 430-439 – compostos de polioxietileno                                                 |
| 400-499 Espessantes, estabilizadores gelificantes e emulsionantes | 440-449 – emulsionantes naturais                                                      |
| 400-499 Espessantes, estabilizadores gelificantes e emulsionantes | 450-459 – fosfatos                                                                    |
| 400-499 Espessantes, estabilizadores gelificantes e emulsionantes | 460-469 – compostos de celulose                                                       |
| 400-499 Espessantes, estabilizadores gelificantes e emulsionantes | 470-489 – compostos de ácidos gordoss e seus compostos                                |
| 400-499 Espessantes, estabilizadores gelificantes e emulsionantes | 490-499 – outros                                                                      |
| 500-599 Reguladores de pH e antiaglomerantes                      | 500-509 – ácidos e bases minerais                                                     |
| 500-599 Reguladores de pH e antiaglomerantes                      | 510-519 – cloretos e sulfatos                                                         |
| 500-599 Reguladores de pH e antiaglomerantes                      | 520-529 – sulfatos e hidróxidos                                                       |
| 500-599 Reguladores de pH e antiaglomerantes                      | 530-549 – compostos de metais alcalinos                                               |
| 500-599 Reguladores de pH e antiaglomerantes                      | 550-559 – silicatos                                                                   |
| 500-599 Reguladores de pH e antiaglomerantes                      | 570-579 – estearatos e gluconatos                                                     |
| 500-599 Reguladores de pH e antiaglomerantes                      | 580-599 – outros                                                                      |
| 600-699 Intensificadores de sabor                                 | 620-629 – glutamatos                                                                  |
| 600-699 Intensificadores de sabor                                 | 630-639 – inosinatos                                                                  |
| 600-699 Intensificadores de sabor                                 | 640-649 – outros                                                                      |
| 900-999 Vários                                                    | 900-909 – ceras                                                                       |
| 900-999 Vários                                                    | 910-919 – agentes de revestimento e brilho sintéticos                                 |
| 900-999 Vários                                                    | 920-929 – melhorantes                                                                 |
| 900-999 Vários                                                    | 930-949 – gases de embalagem                                                          |
| 900-999 Vários                                                    | 950-969 – Edulcorantes                                                                |
| 900-999 Vários                                                    | 990-999 – Agentes de espuma                                                           |
| 1100-1599 Químicos adicionais                                     | Produtos químicos recentes que não se encaixam no sistema de classificação existente. |

NB: Nem todos os exemplos de uma classe pertencem ao mesmo intervalo numérico. Adicionalmente, muitos produtos, particularmente no intervalo E400-499, têm várias aplicações.